# Магистр (Российская империя)
Магистр — учёная степень, введённая в Российской империи во второй половине XVIII века. Степень магистра занимала среднее положение между учёной степенью кандидата и степенью доктора в триаде учёных степеней «кандидат — магистр — доктор». Учёная степень магистр понимается также «как первая учёная степень, дающая право на занятие кафедр». Соответствует современному кандидату наук.

## История
В 1750-х годах в Московском университете преподавали магистры Н. Н. Поповский, А. А. Барсов, Ф. А. Яремский, А. А. Константинов, Н. Папафило, Ф. де Лабом, И. Ф. Литке (Литкен) и Д. В. Савич. Поповский, Барсов, Яремский и Констан-тинов были возведены в магистерскую степень в Академии наук 17 января 1754 года. Савич был магистром Виттенбергского университета. Де Лабом и Литке названы магистрами философии и свободных наук в «Объявлениях...». В Императорском Московском университете первые магистры появились со второй половины 1758 года: по распоряжению куратора И. И. Шувалова звание «магистров Московского университета» получили лекторы иностранных языков Н. Папафило, В. Рауль, И. Г. Рейхель и преподаватель всеобщей истории Х. Г. Кёльнер.
В 1760—1790 годах звание «магистров философии и свободных наук» в Московском университете присваивалось после экзамена его выпускникам, начинавшим самостоятельное преподавание на философском факультете: Дмитрию Аничкову (1762), Ивану Алексееву (1762), Семёну Лобанову (1760-е), Ивану Урбанскому (конец 1760-х), Илье Климову (1778), Андрею Рогову (1778), Дмитрию Синьковскому (1778), Ивану Фрязину (1778), Василию Аршеневскому (1785), Михаилу Снегирёву (9 января 1786), Максиму Сапожникову (1786), Андрею Брянцеву (1787), Михаилу Панкевичу (1788), Павлу Сохацкому (1788), Якову Рубану (1790), Антону Барсову (1793).
Звание «магистр» было закреплено законодательно «Предварительными правилами народного просвещения» (24.01.1803), а указом императора Александра I было принято «Положение о производстве в учёные степени» (20.01.1819), унифицировавшее систему учёных степеней и требования к ним в заведениях, подведомственных Департаменту народного просвещения.
Степень магистра занимала среднее положение между учёной степенью кандидата и степенью доктора в триаде кандидат — магистр — доктор. Магистерская степень давала право на чин 9-го класса по Табели о рангах (титулярного советника). В 1884 году в большинстве высших учебных заведений России отменяется кандидатская степень и утверждается двухуровневая система «магистр — доктор».
С начала XIX века полная учёная карьера выпускника российского университета для достижения им должности профессора требовала, в отличие от европейских университетов того времени, последовательной защиты двух диссертаций — магистерской и докторской. Устав 1804 года предполагал превращение института магистров в «рассадник профессуры», введя специальную категорию членов корпорации — «магистры университета» (12 человек по штату), — которые были приписаны к Педагогическому институту, получали университетское содержание, возможность за государственный счёт направляться за границу с учебными и научными целями, а главное, имели право преимущественного зачисления на вакантные должности адъюнктов.
Процедура аттестации включала написание диссертации, диспут, испытания. По Положению об учёных степенях (1819) степень магистра утверждалась по представлению Совета университета Министерством духовных дел и народного просвещения.
Присуждение учёной степени магистра осуществлялось после сдачи магистерского экзамена (состоял из устной и письменной частей) и защиты диссертации на собрании университетского факультета; в некоторых случаях требовалась также публичная лекция. Подготовка к магистерскому экзамену занимала до четырёх лет, известны лишь единичные случаи подготовки к такому экзамену за два года. Лица, сдавшие магистерский экзамен, до защиты магистерской диссертации назывались магистрантами. Таким образом, степень магистра начала XIX века приблизительно может соответствовать кандидату наук в Российской Федерации.
В первой половине XIX века претендент на звание магистра проходил «предварительный искус» — собеседование для выяснения общих познаний претендента, публичные словесные испытания, в ходе которых он отвечал на вопрос по своему усмотрению и по назначению, читал две публичные лекции. Позже процедура была упрощена: были оставлены лишь магистерские экзамены по предмету. Обязательным условием получения магистерской степени было представление диссертации. В первой половине XIX века она могла подаваться на факультет в виде рукописи. Во второй половине XIX века разрешалась защита лишь по опубликованному сочинению с приложением в виде тезисов объёмом не более четырёх страниц. На факультете диссертация получала экспертизу специалиста и выносилась на диспут, в котором принимали участие магистрант, его официальные и неофициальные оппоненты. По Уставу 1884 года процедура присуждения степени магистра контролировалась министерством народного просвещения.
Этапы процедуры подтверждения были совершенно одинаковыми (для магистерской и для докторской степеней): вначале публичный экзамен в присутствии профессоров факультета, потом чтение на факультете публичных лекций и защита диссертации (различия между магистром и доктором выражались лишь в количестве вопросов на экзамене и количестве публичных лекций). Согласно «Положению» 1864 года за представленную магистерскую диссертацию факультет имел право присудить соискателю учёную степень доктора.
Требования к российской учёной степени магистра примерно соответствовали степени «доктор философии» в странах Европы того времени. Так, учёная степень доктора философии, полученная в университетах этих стран, приравнивалась к степени магистра, причём лишь после соответствующей аттестации в университете.
Диплом магистра давал право занимать должность доцента, а иногда и должность экстраординарного профессора.
Общая численность получивших учёную степень магистра (и не получавших докторскую степень) в университетах Российской империи (1803—1917) составила около 2 тыс. человек.
Распределение получивших магистерскую учёную степень (и не получавших докторскую степень) по университетам Российской империи (1803—1917), чел.:
| Университет                                     | магистры |
| ----------------------------------------------- | -------- |
| Московский университет                          | 469      |
| Дерптский (Юрьевский) университет               | 250      |
| Виленский университет                           | 34       |
| Харьковский университет                         | 157      |
| Казанский университет                           | 136      |
| Санкт-Петербургский (Петроградский) университет | 614      |
| Александровский университет                     | ?        |
| Университет св. Владимира                       | 188      |
| Новороссийский университет                      | 78       |
| Варшавский университет                          | 43       |
| Томский университет                             | 4        |
| Николаевский университет                        | —        |

Магистерская учёная степень и связанные с нею права были отменены постановлением СНК РСФСР «О некоторых изменениях в составе и устройстве государственных учёных и высших учебных заведениях Российской Республики» от 01.10.1918 года. Система учёных степеней была восстановлена только в 1934 году, и понятие «магистр» в ней уже не фигурировало (и во времена СССР не использовалось), однако введённая степень кандидата наук по рангу соответствовала дореволюционной магистерской.
Термин «магистр» возродился в постсоветской России в начале-середине 1990-х как наименование квалификации выпускника вуза; иерархический уровень современного магистра, следовательно, ниже, чем дореволюционного.